# Paramelita
Paramelita é um género de crustáceo da família Paramelitidae.
Este género contém as seguintes espécies:
- Paramelita aurantius (K.H. Barnard, 1927)
- Paramelita barnardi Thurston, 1973
- Paramelita capensis (K.H. Barnard, 1916)
- Paramelita flexa Griffiths, 1981
- Paramelita granulicornis (K.H. Barnard, 1927)
- Paramelita kogelensis (K.H. Barnard, 1927)
- Paramelita magna Stewart & Griffiths, 1992
- Paramelita magnicornis Stewart & Griffiths, 1992
- Paramelita nigroculus (K.H. Barnard, 1916)
- Paramelita odontophora Stewart, Snaddon & Griffiths, 1994
- Paramelita parva Stewart & Griffiths, 1992
- Paramelita pillicornis Stewart & Griffiths, 1992
- Paramelita pinnicornis Stewart & Griffiths, 1992
- Paramelita platypus Stewart & Griffiths, 1992
- Paramelita seticornis (K.H. Barnard, 1927)
- Paramelita spinicornis (K.H. Barnard, 1927)
- Paramelita triangula Griffiths & Stewart, 1996
- Paramelita tulbaghensis (K.H. Barnard, 1927)
- Paramelita validicornis Stewart & Griffiths, 1992